# Octane (Spock's Beard)
Octane is het achtste studioalbum van de Amerikaanse progressieve rockband Spock's Beard en werd uitgebracht in 2005.
De eerste helft van dit album vormt onder de titel  A Flash Before My Eyes als het ware een conceptalbum. Het verhaal, onderverdeeld in 7 delen, bestaat uit de herinneringen van een man, die bij hem bovenkomen direct nadat hij een auto-ongeval kreeg. De overige nummers staan op zichzelf.
Octane is meer een op Amerikaanse leest geschoeide rockplaat dan een Europees georiënteerd progrockalbum; Erik Groeneweg trekt in zijn recensie op ProgWereld.org de vergelijking met Aerosmith en Bon Jovi — op zichzelf geen directe diskwalificatie, maar wel een verandering van genre.
De waarderingen van het album die recensenten op Prog Archives plaatsten, liepen door deze genre switch nogal uiteen. Andere muziekpagina’s beoordeelden Octane als matig tot gemiddeld. Voor de meeste Beard-fans van het eerste uur die symfonisch werk zoals op de eerste zes albums verwachtten, was dit album volgens Groeneweg een teleurstelling; terwijl luisteraars voor wie de band nieuw was, dit werk als een degelijke en professionele set rocknummers zouden beschouwen. Men was het wel eens over de groei die Nick D'Virgilio heeft doorgemaakt als zanger.

## Tracklist
De meeste nummers zijn geschreven door bassist Dave Meros en arrangeur John Boegehold.
| Nr. | Titel | Duur |
| --- | --- | ---- |
| 1.  | The Ballet of the Impact (I) Prelude to the Past (II) The Ultimate Quiet (III) A Blizzard of My Memories (Boegehold, Meros) | 5:34 |
| 2.  | I Wouldn’t Let It Go (Boegehold, Morse)                                                                                     | 4:53 |
| 3.  | Surfing Down the Avalanche (Boegehold, D’Virgilio, Meros)                                                                   | 3:43 |
| 4.  | She Is Everything (I) Strange What You Remember (II) Words of Forever (Boegehold, Meros)                                    | 6:46 |
| 5.  | Climbing Up that Hill (Boegehold, Meros)                                                                                    | 3:31 |
| 6.  | Letting Go (Okumoto) | 1:52 |
| 7.  | Of the Beauty of It All (I) If I Could Paint a Picture (II) Into the Great Unknowable (Boegehold, Meros)                    | 4:53 |
| 8.  | NWC (D'Virgilio) | 4:16 |
| 9.  | There Was a Time (Boegehold, Meros)                                                                                         | 4:58 |
| 10. | The Planet's Hum (Aumus, D'Virgilio, Morse)                                                                                 | 4:42 |
| 11. | Watching the Tide (D’Virgilio)                                                                                              | 5:07 |
| 12. | As Long as We Ride (Boegehold, D’Virgilio, Meros)                                                                           | 5:35 |

## Bandleden
- Nick D'Virgilio - drums, percussie, leadzang, loops, elektrisch en akoestisch gitaar;
- Dave Meros - bas;
- Alan Morse - elektrische gitaar, achtergrondzang, zingende zaag, theremin;
- Ryo Okumoto - keyboards.

gastmusici
- The Section Quartet:
  - Eric Gorfain – viool
  - Daphne Chen – viool
  - Leah Katz – altviool
  - Richard Dodd – cello
- Gina Ballina – hoorn
- Johnnie Corno – hoorn
- Ramón Flores – trompet

- MusicBrainz release group: 967e4ba2-e696-37be-bbb4-8df72d053c1f